# Xavier Musquera
Xavier Musquera (* 26. Dezember 1942 in Barcelona; † 9. Dezember 2009) war ein spanischer Comiczeichner.

## Werdegang
Bereits 1959 erschienen die ersten Zeichnungen von Xavier Musquera. Aufgrund der schlechten Auftragslage in seinem Heimatland, begann er für britische, französische und italienische Verlage zu arbeiten. Mehrmals kam es zu einer Zusammenarbeit mit Jean Dufaux und André-Paul Duchâteau.

## Werke
- 1976: Histoire de France en bandes dessinées
- 1981: Envahisseurs sur Janus
- 1982: Omega[3]
- 1983: Les grandes batailles de l’histoire en BD
- 1983: L’internat de la mort
- 1984: Persée
- 1985: Melly Brown[4]
- 1986: Lucius
- 1986: Peggy Benson
- 1989: Monsieur Wens